# Cinta magnètica

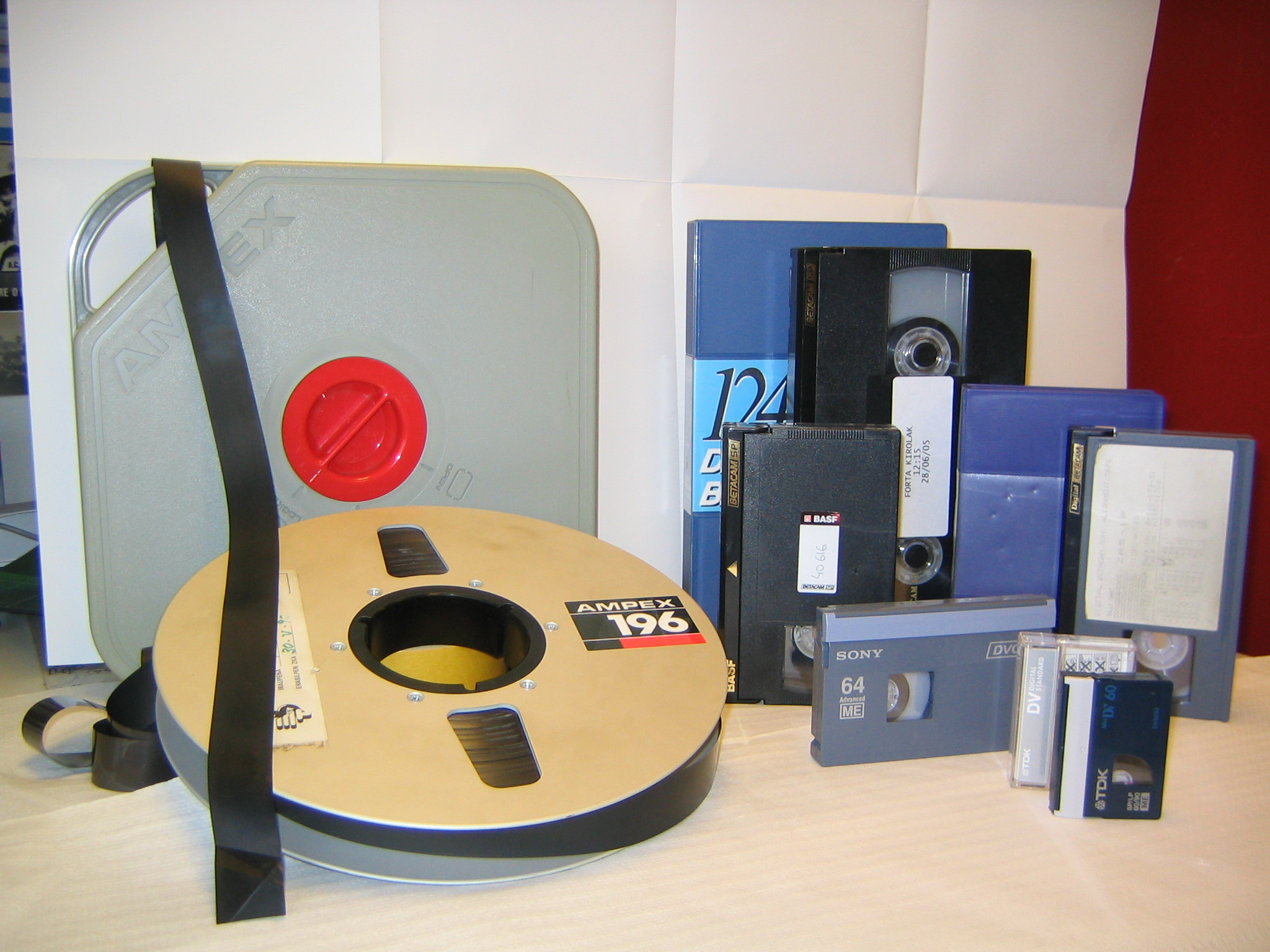
Diferents cintes magnètiques.

La cinta magnètica és un tipus de mitjà o suport d'emmagatzemament d'informació que es grava en pistes sobre una banda plàstica amb un material magnetitzat, generalment òxid de ferro o algun cromat. El tipus d'informació que es pot emmagatzemar en les cintes magnètiques és variat, com vídeo, àudio i dades.
Hi ha diferents tipus de cintes, tant en les seves mesures físiques, com en la seva constitució química, així com diferents formats d'enregistrament, especialitzats en el tipus d'informació que es vol gravar.
Els dispositius informàtics d'emmagatzemament massiu de dades de cinta magnètica són utilitzats principalment per a còpia de seguretat i per al procés d'informació de tipus seqüencial, com en l'elaboració de nòmines de les grans organitzacions públiques i privades. Al magatzem on es guarden aquests dispositius se'l denomina cintoteca.
El seu ús també s'ha estès per a l'emmagatzemament analògic de música (com el casset d'àudio) i per a vídeo, com les cintes de VHS.
Depenent de l'equip que reprodueix/grava, la cinta magnètica d'àudio rep diferents noms:
- Es diu bobina sonora o cinta de bobina oberta si és de magnetòfon.
- Casset quan és utilitzada de format compacte en un reproductor de cassets o walkman.
- Cartutx sonor quan és utilitzada per les cartutxeres.
- Cinta de vídeo quan s'utilitza en els gravadors i reproductors de vídeo.

## Origen de la cinta magnètica
Els orígens de l'enregistrament magnètic van ser obra de l'anglès Oberlin Smith en 1878. El primer dispositiu d'enregistrament magnètic, el Telegráfono (Telegraphone), va ser realitzat i patentat per l'inventor danès Valdemar Poulsen en 1898. Poulsen va fer un enregistrament magnètic de la seva veu al llarg d'un filferro de piano, amb la finalitat de deixar un missatge gravat en la central telefònica quan no es trobaven els usuaris a casa, per a la companyia en la qual treballava com a tècnic.

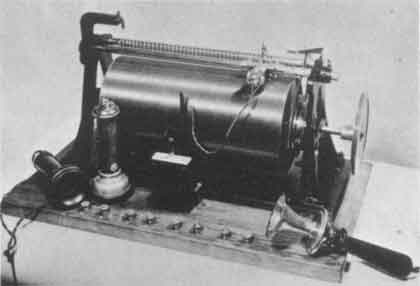
Invent de Valdemar Poulsen de 1898. Gravadora magnètica de cable (Telegraphone).

Poulsen, després d'haver patentat l'aplicació en 1898 a Dinamarca, va millorar el seu invent; aquest s'assemblava al primer fonògraf de Thomas Edison. A partir del seu descobriment es va dedicar a desenvolupar i a registrar per mitjà de patents el principi de l'enregistrament magnètic en diferents països d'Europa i als Estats Units. Va presentar la seva invenció en 38 nacions.
Poulsen va continuar desenvolupant l'equip després d'haver col·laborat per Mix & Genest, i Siemens & Halske (antecessor de la companyia Siemens), i va crear la seva pròpia companyia, "Dansk Telegrafonfabrik", on va produir un telegràfon simple amb discos que gravaven fins a 2 minuts i un més complex de cinta de filferro que gravava fins a 30 minuts.
Més endavant es van fer diferents models de gravadores magnètiques amb el mateix principi d'enregistrament. A Alemanya es va crear el Magnetòfon; aquesta màquina utilitzava acer sòlid en forma de cinta o filferro com a mitjà de reproducció.

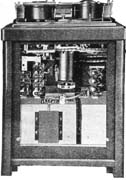
Gravadora telefònica amb unitat substituïble de cinta de filferro (part superior).

Va haver-hi moltes adaptacions i diferents tipus de gravadores magnètiques de veu, les quals van ser comercialitzades amb diferents usos en oficines, la ràdio, la milícia i la telefonia. Quan s'estaven acabant els drets de patent de Poulsen, Curt Stille –que era el responsable de les investigacions per millorar el telegràfon– va produir el ecòfon en 1930 i el va donar a conèixer al mercat en 1933 com "Dailygraph". Stille va implementar en la gravadora de missatges un sistema de rodets amb la cinta-cable magnètica, els quals va encastar en una cartel·la especial per reemplaçar aquest component en donar manteniment a la màquina. Aquesta unitat pot ser considerada l'antecedent del format casset, que va permetre manipular fàcilment la cinta de filferro i reemplaçar de forma pràctica el material gravat.

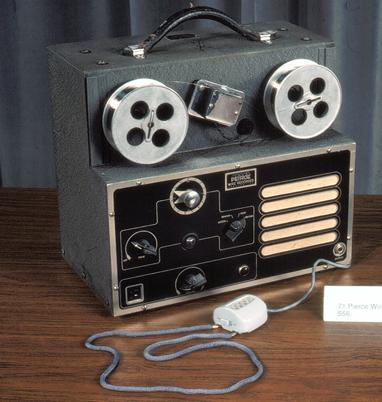
Magnetòfon de cinta de filferro (Wire Magnetophone).

Les variants de materials en el mitjà d'enregistrament depenien molt de l'equip en què es reproduïa; un dels quals van desenvolupar i van patentar la cinta magnètica sobre base de paper per substituir les cintes d'acer va ser l'inventor alemany-austríac Fritz Pfleumer, qui va emprar paper molt prim amb una capa d'òxid de ferro pegat amb laca. Va registrar aquesta adaptació en la patent alemanya DRP 500,900 en 1928. Pfleumer posteriorment va treballar i va compartir els drets d'autor amb la companyia AEG (German General Electric), empresa que va continuar desenvolupant el magnetòfon de cinta magnètica i es va dedicar a incorporar la millora de la cinta a força de paper a l'equip. Eduard Shüller, que col·laborava per a l'equip d'enginyers d'AEG, va idear en 1934 un important canvi: el cap d'anell que funcionava en l'equip per gravar, reproduir i esborrar, però el mecanisme millorat requeria una cinta magnètica amb diferents característiques que la cinta a força de paper.
AEG va requerir materials com el ferro carbònic de la BASF (acrònim de Badische Anilin und Soda Fabrik, en català: «Fàbrica Badense de bicarbonat de sodi i anilina»), divisió en Ludwigshafen del gegant mesclador químic I.G. Farbenindustrie., Pfleumer va registrar una cinta el material avançat de la qual contenia òxid de ferro (magnetita), cel·lulosa i acetat en 1934. Les cintes amb base de plàstic van ser presentades comercialment en 1935 per la BASF en la IFA o Internationale Funkausstellung Berlin (fira de mostres internacional de la radiodifusió de Berlín), i el primer enregistrament públic va ser feta amb la gravadora de cinta de cel·lulosa i acetat de l'AEG en 1936 amb l'Orquestra Filharmònica de Londres, conduïda pel Sr. Tomas Beecham en el saló de la companyia BASF en Ludwingsahven (enregistrament que seria famós en el material de propaganda de la guerra).
El PVC (Clorur de Polivinil) va ser utilitzat en la cinta magnètica com a alternativa de producció per suggeriment de Heinrich Jacque (de la BASF) en 1940, a causa de la destrucció accidental (causada per un tanc de guerra) de l'única planta que manufacturava la cinta. L'altra opció de producció va ser desenvolupada per personal de la companyia AGFA en Wolfen, que s'especialitzava en material de pel·lícules; allí es van produir suficients cintes per cobrir la demanda alemanya en 1944.
Al Japó, l'any 1929, Masaru Ibuka i l'equip d'enginyers TTK (Companyia d'Enginyeria en Telecomunicacions TTK, per les seves sigles en japonès) antecedent de l'empresa SONY, en l'afany de desenvolupar una gravadora de cinta basant-se en la gravadora nord-americana, van adquirir amb ajuda de Akio Morita patents de components de la gravadora magnètica per començar la seva investigació. Com no podien fabricar cintes amb plàstic, per problemes de disponibilitat d'aquest material al Japó, les van elaborar al principi amb cel·lofana, paper arròs i, finalment, paper premsat recobert de pols magnètica. Per compensar el menor control del paper, l'equip d'enginyers va haver de treballar en la millora de la qualitat dels circuits en els caps de gravat, en els sistemes d'alimentació i en els amplificadors de la gravadora. En 1950 la primera gravadora de cinta de manufactura local va ser comercialitzada al Japó; la màquina pesava més de 100 lliures (45,4 kg). El nom comercial de la cinta de paper va ser conegut com “Cinta-Soni KA”.
Als Estats Units d'Amèrica a partir de 1943, amb les investigacions de l'Oficina Federal d'Investigació Científica i Desenvolupament (OSRD), entitat la subdivisió de la qual va proporcionar informació per a l'enregistrament magnètic i va formar part de l'inici de la companyia Brush, els enginyers es van adonar que l'ús del cap d'anell del magnetòfon depenia molt del mitjà magnètic on es reproduïa. Un dels col·laboradors de Brush que havia treballat per AEG, el Sr. Semi Begun, va ser el responsable de millorar la tecnologia de la cinta estant atent al treball de Fritz Pfleumer. Begun va sol·licitar l'ajuda de l'Institut Memorial Battelle per conèixer la resistència d'alguns materials de forma científica i química per poder crear una coberta de partícules magnètiques.
Gerard Foley va treballar en els experiments en el Memorial Batelle, es va dedicar a trobar materials magnètics similars a la cinta d'acer, els seus primers intents no van ser efectius fins que va descobrir a mitjan 1945 que alguns pigments de pintura que eren fets amb partícules magnetitzades artificials eren millors que les partícules d'origen natural. Va aconseguir implementar-los en les primeres proves de material d'enregistrament i va obtenir millors resultats que la cinta-filferro i l'acceptació de la companyia per usar els seus resultats en la producció de cinta nord-americana.
Brush es va dedicar a la manufactura de gravadores d'àudio però no es va especialitzar en la producció en grans quantitats de material per produir cinta, així que va buscar l'ajuda d'Eastman Kodak, Meade Paper, Minnesota Mining and Manufacturing (3M) i Shellmar (fabricant d'embolcalls per a pa).
Shellmar, a finals de la segona guerra mundial -en 1945-, va produir les primeres cintes per a la gravadora Soundmirror BK 401 i la gravadora Mail-A-Voice de disc; 3M després es va interessar en la producció de la mateixa tecnologia en cinta i va establir un laboratori de desenvolupament. El físic Wetzel, qui va treballar per a aquesta última companyia, va preveure el desenvolupament d'un mercat potencial a l'estranger i va donar suport a la fabricació de cintes de bona qualitat a nivell internacional.

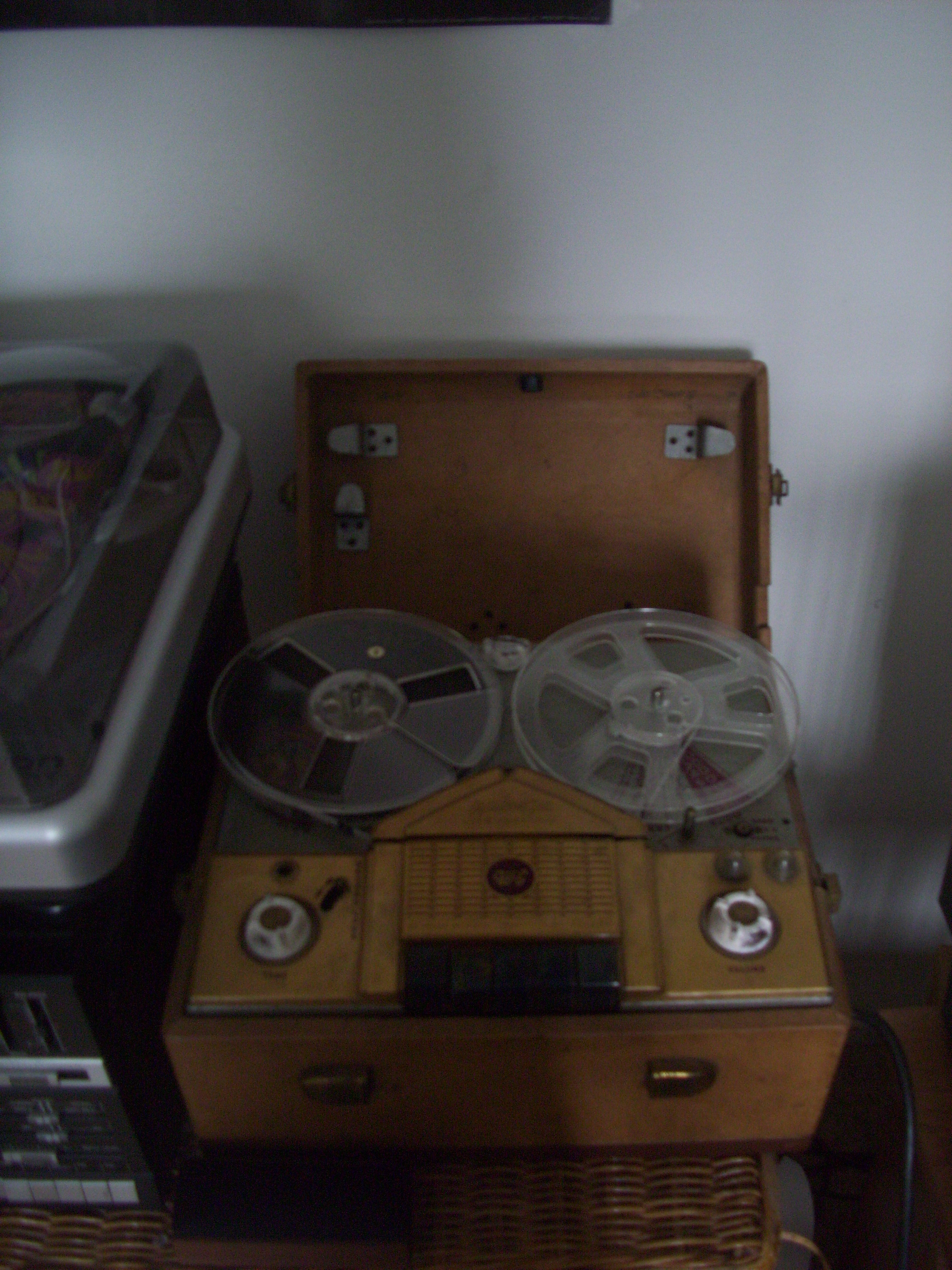
Gravadora magnètica nord-americana model Wilcox-Gay de riel o bobina. Gravava àudio en les primeres cintes magnètiques de cel·lulosa i acetat produïdes en EU. Equip produït entre 1940 i 1950.

Mentre, els serveis d'intel·ligència nord-americanes desenvolupaven les primeres cintes magnètiques en col·laboració amb la indústria privada. Es van exportar a Alemanya al final de la segona guerra mundial, per intervenció del comandant suprem de les tropes dels Aliats en el Front Occidental dels Estats Units d'Eisenhower, qui va donar ordres de produir cintes a Amèrica del Nord i destruir els reproductors i les cintes alemanyes a causa d'un vergonyós espectacle públic, provocat per un error comès per membres del Cos de Senyals (Signal Corp). En voler aprofitar el descobriment del magnetòfon alemany, van decidir transmetre per ràdio un discurs gravat d'Eisenhower; la transmissió va crear confusió en els radioescoltes, ja que es percebia de fons la veu sobreposada d'Adolf Hitler, i les seves paraules es notaven més en els silencis del discurs. Els enginyers del Cos de Senyals dels Estats Units havien gravat el missatge del militar incorrectament en una cinta pregravada pel Ministeri de Propaganda Alemanya, a causa de la poca quantitat de cintes oposades i al desconeixement del correcte ús de l'equip confiscat.